# Johnny Test (2021)
Johnny Test är en kanadensisk animerad TV-serie från 2021 skapad av Scott Fellows samt framtagen av produktionsbolaget WildBrain. Serien är en återuppståndelse av 2005 års TV-serie med samma namn, och hade premiär på Netflix den 16 juli 2021. Seriens andra säsong släpptes den 7 januari 2022. 
Inför den här serien har röstskådespelarna från den gamla Johnny Test-serien kommit tillbaka för att återigen reprisera sina roller, och likaså även Nick Atkinson och Leo Hallerstam som dubbade Johnny och Dukey i den svenska omdubbningen av serien. Dock har Anna Engh (före detta Nordell) och Micaela Remondi som gjorde de svenska rösterna till Johnnys två äldre tvillingsystrar Susan och Mary i den första serien ersatts av två nya röstskådespelare, nämligen Siri Alltärrus och Mikaela Tidermark Nelson.

## Engelska originalröster
- James Arnold Taylor – Johnny Test
- Trevor Devall – Dukey
- Emily Tennant – Mary Test
- Maryke Hendrikse – Susan Test
- Ian James Corlett – Hugh Test
- Kathleen Barr – Lila Test
- Andrew Francis – Gil

## Svenska röster
- Nick Atkinson – Johnny Test
- Leo Hallerstam – Dukey
- Mikaela Tidermark Nelson – Mary
- Siri Alltärrus – Susan

Övriga svenska röster görs av Annelie Berg Bhagavan, Anton Olofson Raeder, Happy Jankell, Ole Ornered och Victor Segell.